# Princeps senatus
Princeps senatus (łac. pierwszy w senacie, najznakomitszy senator), w starożytnym Rzymie tytuł nadawany senatorowi, którego cenzorowie jako pierwszego umieścili na liście członków senatu. Tytuł nadawano na pięć lat; oprócz prestiżu stwarzał on wymierne korzyści – uhonorowany w ten sposób senator rozpoczynał dyskusję nad złożonymi wnioskami, co mogło znacząco wpłynąć na jej przebieg.
W okresie republiki funkcję tę sprawowali patrycjusze – zazwyczaj byli konsulowie. W epoce cesarstwa miano princeps senatus przyjmowali kolejni cesarze, choć już Oktawian August znacząco ograniczył rolę senatu w strukturze władzy państwowej.